# هاینکل ۷۱
هاینکل ۷۱ (به انگلیسی: Heinkel He 71) یک هواگرد ساختِ کارخانهٔ هاینکل در کشور آلمان است . این هواگرد برای نخستین بار در ۱۹۳۳ میلادی مورد استفاده قرار گرفت.